# Глаттауэр, Даниэль
Даниэль Глаттауэр (нем. Daniel Glattauer; 19 мая 1960, Вена, Австрия) — австрийский писатель и журналист.

## Биография
Даниэль Глаттауэр вырос в 10-м районе Вены.
В 1978 году окончил гимназию. С 1979 по 1985 год изучал в университете педагогику и историю искусства.
После окончания университета, с 1985 по 1988 год, работал в газете «Die Presse», после чего перешёл в «Der Standard», где в течение 20 лет был редактором в разделе фельетонов и судебных репортажей.
Стал знаменитым благодаря заметкам в ежедневной рубрике, размещаемой на первой полосе газеты. В них он говорил об актуальных проблемах общества в юмористической форме. Позже лучшие из заметок были собраны в сборниках «Die Ameisenzählung», «Die Vögel brüllen» и «Schau ma mal».
За вышедший в 2006 году роман «Лучшее средство от северного ветра» («Gut gegen Nordwind») был номинирован на Немецкую книжную премию (нем.), присуждаемую за лучший роман на немецком языке.
Книга представляет собой современную форму эпистолярного романа. Это переписка по электронной почте одинокого мужчины и замужней женщины. Роман вызывает ассоциации с романом «Госпожа Бовари» Гюстава Флобера.
19 сентября 2007 года вышла сценическая версия романа.
В 2009 году вышло продолжение романа «Лучшее средство от северного ветра» — роман «Все семь волн».

## Произведения
- Theo und der Rest der Welt. 1997
- Kennen Sie Weihnachten? 1997
- Bekennen Sie sich schuldig? Geschichten aus dem grauen Haus. 1998
- Der Weihnachtshund. 2000
- Die Ameisenzählung. Kommentare zum Alltag. 2001
- Darum. 2003
- Die Vögel brüllen. 2004
- Лучшее средство от северного ветра (нем. Gut gegen Nordwind). 2006
- Rainer Maria sucht das Paradies. 2008
- Все семь волн (нем. Alle sieben Wellen). 2009
- Schauma mal. Kolumnen aus dem Alltag. 2009
- Der Karpfenstreit. Die schönsten Weihnachtskrisen. Mit Bildern von Michael Sowa, Sanssouci. 2010
- Theo. Antworten aus dem Kinderzimmer [ Anthologie ]. 2010